# Maurizio Sottana
Maurizio Sottana (Treviso, 13 maggio 1956) è un allenatore di pallacanestro italiano.
Ha conquistato due promozioni in serie A2 femminile nel 2005 e nel 2018.

## Carriera

### Club
Nel 1972 inizia ad allenare squadre giovanili e serie minori a Villorba e porta la prima squadra dalla Promozione alla Serie C nazionale maschile.
Nel 1975-76, come aiuto allenatore di Nidia Pausich, consegue la promozione in serie A con il Basket Treviso.
Dal 1986 al 2000 è responsabile del settore giovanile ed aiuto allenatore della serie B Oderzo; sempre negli stessi anni allena e vince vari titoli provinciali e regionali con il Centro Pallacanestro Carità Villorba.
Dal 2000 al 2006 allena il Basket Treviso dove vince diversi titoli giovanili fino a raggiungere la promozione in serie A2 nella stagione 2004-05.
Nel 2007-2008 collabora con la Lazùr Catania, che vince lo scudetto U15 femminile allenata da Saška Aleksandrova; tornerà a collaborare con la società catanese nel 2009 e nel 2015.
L'anno successivo ritorna ad allenare in Veneto alla Reyer Venezia Mestre Femminile vincendo un altro scudetto con la categoria U17 Femminile.
NEL 2009-10 allena la squadra femminile Giants Basket Marghera in serie Serie A2 femminile, successivamente torna ad allenare le squadre U17 e U19 Elite maschili del Basket Oderzo.
Dal 2015 allena il settore femminile del Ponzano Basket dove ha conquistato la promozione in A2 nel 2017-18
Negli anni allena giocatrici che poi giocheranno in LegA Basket Femminile e con la Nazionale di pallacanestro femminile dell'Italia: Giorgia Sottana, Martina Fassina, Lia Rebecca Valerio, Giulia Pegoraro, Chiara Rossi, Gloria Vian, Alessandra Formica, Arianna Zampieri

### Nazionale
Nel luglio 2003 è aiuto allenatore della Italia U-20 alle Qualificazioni europee Under-20 a Lisbona.
Nel luglio 2004 è capo allenatore della Italia U-19 ai Campionati Europei Under-19

## Palmarès
- Campionato italiano di Serie B:  Basket Treviso, 1975-76 Promozione in serie A
- Campionato italiano:

Campionati italiani giovanili di pallacanestro 2001-02 Campione d'Italia Cat. BAM Basket Treviso
- Campionato italiano:

campionati italiani giovanili di pallacanestro 2002-03 Campione d'Italia Cat. Cadette Basket Treviso
- Campionato italiano:

campionati italiani giovanili di pallacanestro 2003-04 Campione d'Italia Cat. Cadette Basket Treviso• Promozione in Serie B1
- Campionato italiano:

campionati italiani giovanili di pallacanestro 2004-05 Campione d'Italia Cat. Juniores Basket Treviso
- Campionato italiano di Serie B d'Eccellenza:  Basket Treviso, 2004-05 Promozione in Serie A2
- Campionato italiano:

campionati italiani giovanili di pallacanestro 2005-2006 Campione d’Italia Cat. Juniores Basket Treviso
- Campionato italiano:

campionati italiani giovanili di pallacanestro 2007-2008 Campione d'Italia Cat. Under 15 Lazùr Catania
- Campionato italiano:

campionati italiani giovanili di pallacanestro 2008-2009 Campione d’Italia Cat. Under 17 Serenissima Reyer Venezia Mestre Femminile
- Campionato italiano di Serie B d'Eccellenza:  Ponzano Basket, 2017-18 Promozione in serie A2